# Elodes australis
Elodes australis es una especie de coleóptero de la familia Scirtidae.

## Distribución geográfica
Habita en Grecia.